# Купновичі
Купно́вичі (до 1939 року — Купновичі Старі) — село в Україні, у Самбірському районі Львівської області. Населення становить 360 особи. Орган місцевого самоврядування — Рудківська міська рада.

## Географія
На південно-західній околиці села бере початок річка Лачни.

## Історія
У 20—30 роках XX століття діяла організація «Сельроб». Комсомольський осередок створено у 1940 році.
До 1939 р. у складі Рудківського повіту.
До січня 1965 р. у складі Городоцького району.
4 січня 1965 р. перейшло до новоутвореного Самбірського району.

## Відомі уродженці
- Кушнір Іван — Герой бою під Крутами.
- Кушнір Михайло — Герой бою під Крутами.
- Томашівський Степан Теодорович — історик, публіцист і політик, голова Наукового товариства імені Шевченка у 1913–1915 рр.
- Гарасимчук Роман Петрович (1900–1976) — етнограф, мистецтвознавець. Доктор філософії (1939).
- Созанський Іван — український історик і філолог.
- Бучківський Іван Павлович (нар.1923р.) - громадський діяч, вчитель, пластун, ініціатор побудови пам'ятника Тарасу Шевченку,ініціатор відродження і багаторічний голова Товариства  "Просвіта" в селі.